# IchBinHanna
Der Hashtag #IchBinHanna wurde im Juni 2021 auf Twitter ins Leben gerufen, um gegen das Wissenschaftszeitvertragsgesetz (WissZeitVG) zu protestieren. Kritisiert wird insbesondere, dass nicht genügend unbefristete Stellen zur Verfügung stünden, während befristete Verträge, die durch das WissZeitVG geregelt sind, nur für eine bestimmte Höchstdauer vergeben werden können. Somit würden Forschende, nach einer Serie von befristeten Verträgen mit einer insgesamt begrenzten Laufzeit (in der Regel sechs Jahre vor, sechs Jahre nach der Promotion), keine weitere Anstellung mehr finden und aus der Forschung gedrängt.
Auslöser der Protestkampagne war ein Imagevideo des Bundesministerium für Bildung und Forschung, in dem eine fiktionale Person namens Hanna die Vorteile der geltenden Regelung erklären sollte. In dem Video wurde behauptet, durch die hohe Fluktuation in Folge des Gesetzes würde die Innovationskraft gestärkt. Die Kritisierenden halten dies für eine Fehldarstellung und sehen die Regelungen des WissZeitVG stattdessen als schädlich für Wissenschaft und Gesellschaft an. Durch die Regelung werde hoher Druck auf Forschende aufgebaut, die während der Zeit der Befristung im Unklaren darüber sind, ob sie letztendlich eine Karriere in der universitären Forschung bestreiten können oder nicht. Viele Forschende müssten am Ende der maximalen Befristungsdauer ihre Projekte aufgeben, die Forschung verlassen und „bei null anfangen“, oder würden selbst prekäre Arbeitsbedingungen akzeptieren. Innovation würde dadurch behindert, nicht gefördert.
Amrei Bahr, Kristin Eichhorn und Sebastian Kubon gehören zu den Menschen, die die Protestaktion initiierten und bereits ein Jahr zuvor die Initiative „95 Thesen gegen das WissZeitVG“ (#95vsWissZeitVG) starteten, die aber noch nicht so viral ging wie #IchBinHanna. #IchBinHanna erreichte in Spitzenzeiten mehrere Tausend Tweets pro Stunde sowie eine hohe mediale und politische Aufmerksamkeit. Die Kampagne führte zu nachhaltigen Diskussionen in der akademischen Welt und wuchs zu einer Graswurzelbewegung gegen die Zustände an deutschen Universitäten. Mehr als 134.000 Forschende beteiligten sich an den Protesten und schrieben auf Twitter über die Probleme, die ihnen das WissZeitVG bereitete.
Als das Bundeswissenschaftsministerium im Jahre 2023 eine Reform des WissZeitVG vorschlug, das die Dauer der Befristungen nach der Promotion verkürzen sollte, ohne aber neue unbefristete Stellen zu schaffen, kam es erneut zu Kritik unter dem Hashtag IchBinHanna. Auch über 3000 Professoren beteiligten sich an dem Protest gegen die Reformvorschläge und verfassten einen offenen Brief unter dem Stichwort #ProfsFürHanna.
Der Hashtag wurde im Zuge der Diskussionen ergänzt durch #IchBinReyhan.